# Сараевский туннель

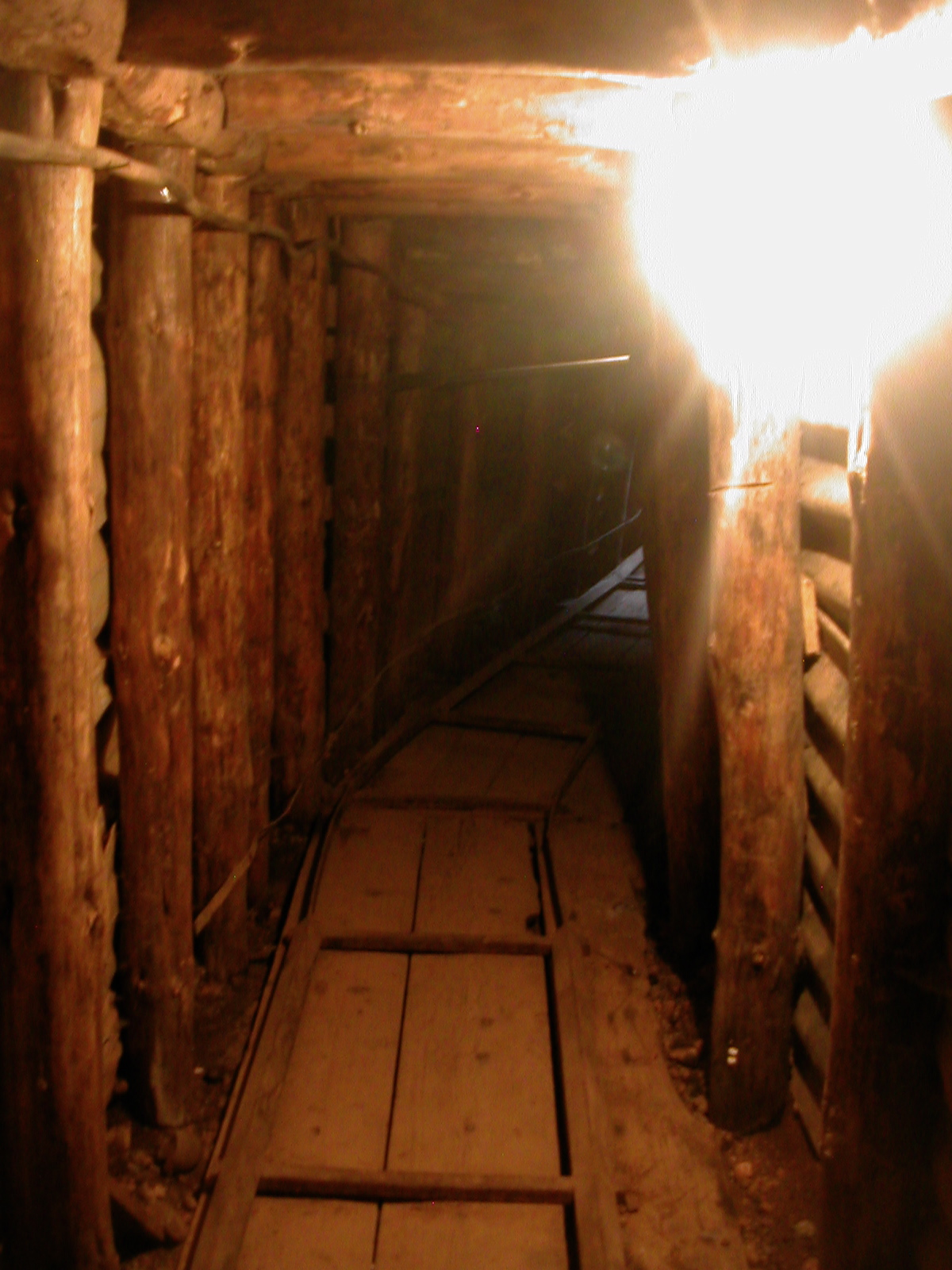
Сараевский туннель

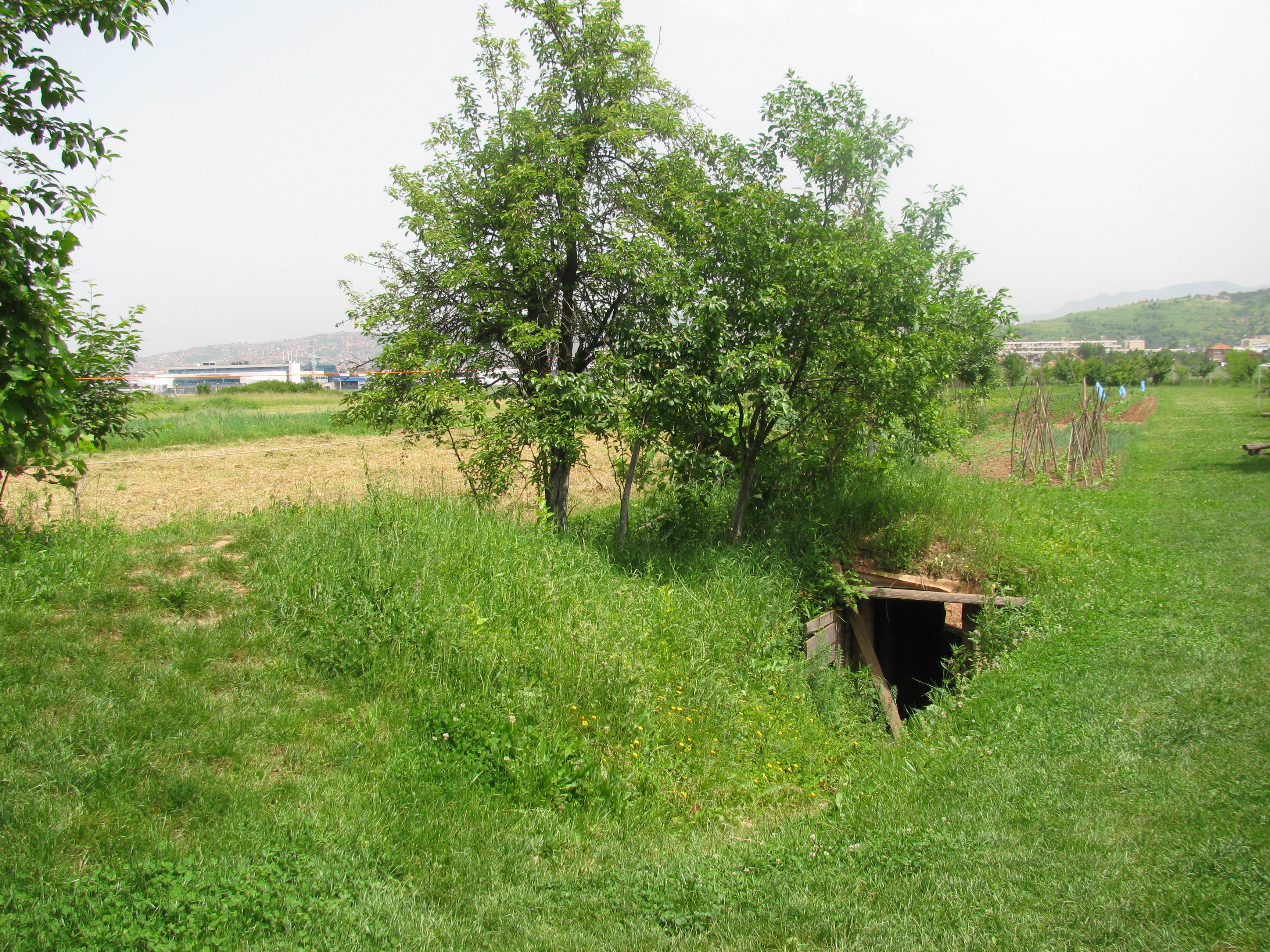
Южный вход в туннель, за линией осады

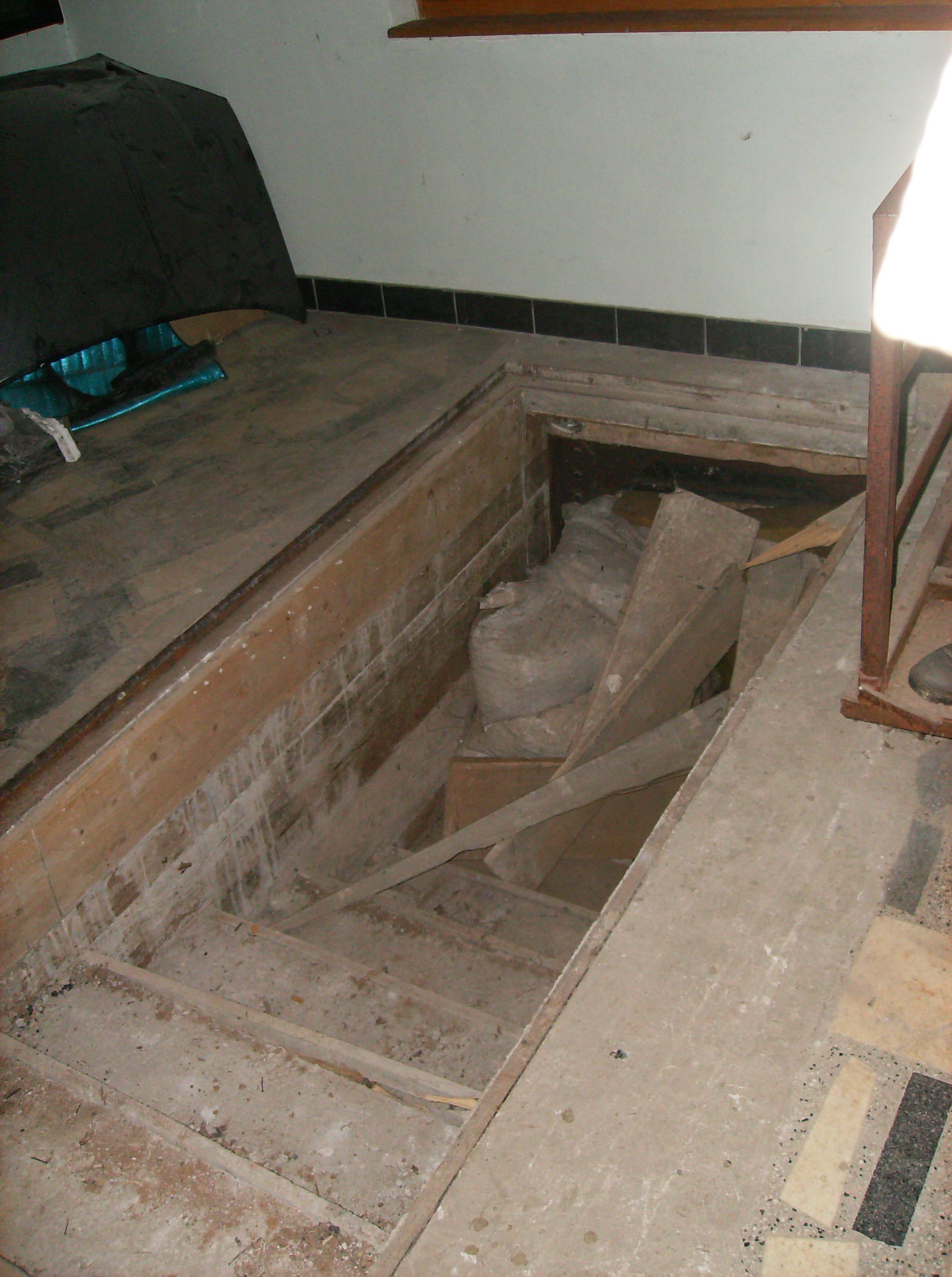
Северный вход в туннель, в пределах территории, находящейся под осадой.

Сараевский туннель (босн. и хорв. Sarajevski tunel), также известный как «Туннель Спасения» (босн. Tunel spasa) и «Туннель надежды» — подземный туннель, построенный в период с марта по июнь 1993 года во время осады Сараево в разгар Боснийской войны. Он был построен Боснийской армией для того, чтобы связать город Сараево, который был полностью отрезан сербскими силами, с Боснийской территории на другой стороне аэропорта Сараево, — с зоной, контролируемой организацией Объединённых Наций. Туннель связал Сараевские районы Добрыне и Бутмир, позволяя доставить в город пищевые продукты, осуществлять военные поставки и доставку гуманитарной помощи, а также позволяя людям выйти. Туннель стал основным способом в обход международного эмбарго на поставки оружия и предоставление защитников города с оружием.

## История
Строительство туннеля началось в обстановке строгой секретности 1 марта 1993 года под кодовым названием «объект БД». Туннель осуществлял связь между районами Бутмир и Добрыне, двумя контролируемыми боснийскими мусульманами районами; один — внутри сербской линии осады, а другой снаружи. Неджад Бранкович (Nedžad Бранковича), боснийский инженер, создал планы относительно строительства туннеля под взлетно-посадочной полосой аэропорта Сараево. Однако, из-за срочности работ, полный расчет себестоимости и технических характеристик так никогда не был произведён.
Строительство было поручено первому корпусу армии Боснии и Герцеговины под руководством заместителя главнокомандующего Рашида Зорлака (Rašid Zorlak). Начало проекта было трудным, так как ощущалась нехватка квалифицированной рабочей силы, инструментов и материалов для выполнения задачи. Поэтому, туннель был вырыт вручную, с лопатами и кирками. Тачками было перевезено 1200 кубометров детрита подальше вовне. Туннель копали 24 часа в сутки, работниками, работающими в 8-часовые смены, копающими с противоположных концов. Его строительство финансировалось за счет государства, армии и города Сараево. Рабочим труд оплачивался одной пачкой сигарет в день, — товаром, который был востребован и владение им было ценным для выменивания.
Было удалено около 2800 кубометров почвы. При строительстве туннеля было использовано 170 кубометров древесины и 45 тонн стали. Самая большая техническая проблема заключалась в подземных водах, которые постоянно должны быть откачиваться вручную. Из-за постоянных обстрелов, в туннеле был установлен трубопровод, который использовался для доставки нефти для города. Также были проложены кабели связи и электрокабели, предоставленные Германией; таким образом, линии электропередач и телефонные линии соединяли Сараево с миром.
Строительство туннеля было завершено 30 июня 1993 года, когда два туннеля встретились посередине трассы. Использование туннеля началось на следующий же день — 1 июля 1993 года.

## Структура
Туннель состоял из 160 метров крытой траншеи со стороне Добрыне; 340 метров крытой траншеи со стороны Бутмир; и 340 метров туннеля, фактически, под взлётно-посадочной полосой аэропорта. Со стороны Добрыне средняя высота туннеля составляет 1,6 метра (без учёта высоты железных креплений) и составляет в среднем 0,8 метра в ширину для верхней части и 1 метр в ширину для нижней половины туннеля.
Со стороны Бутмира, туннель чуть выше: 1.8 м без учёта крепления из древесины. Ширина со стороны Бутмира такая же, как со стороны Добрыне. Существует также раздел под названием ‘пониженный уровень входа’, — 30-метровый участок на стороне Добрыне, что было самым глубоким и наиболее сложным участком туннеля при строительстве. В своей самой глубокой точке, туннель проходит на 5 метров ниже взлётно-посадочной полосы аэропорта.
C туннелем были две основные проблемы:
1. подтопление подземными водами, которые могли достигать глубины уровня талии.
2. качество воздуха. В туннеле не было вентиляции, и поэтому каждый входящий в туннель был вынужден носить маску.

## Использование

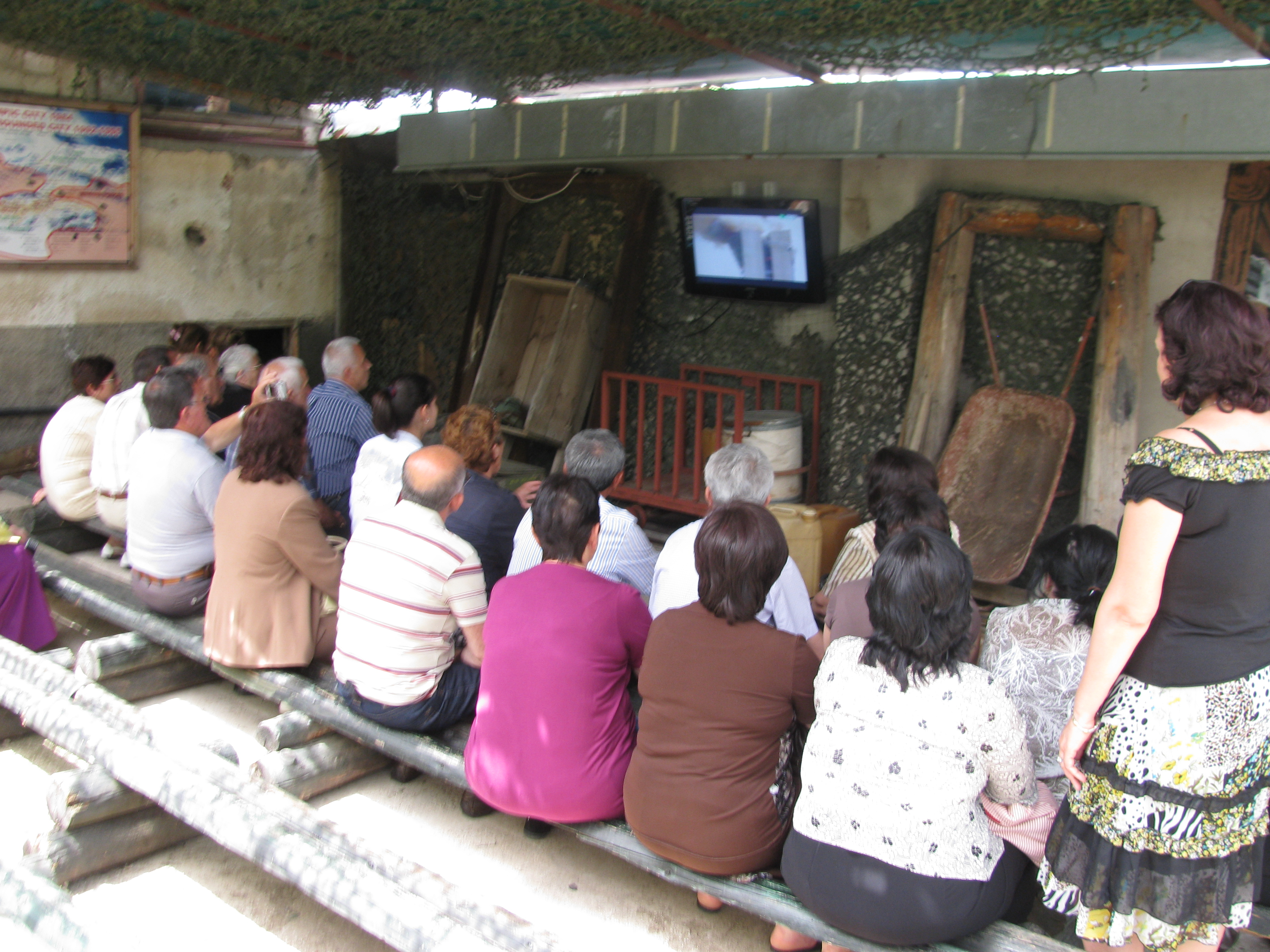
Показ учебного видео в музее Сараевского туннеля.

Туннель был построен во время войны в Боснии в качестве средства для связывания двух боснийских территорий, которые были отрезаны армией Сербской Республики.  Он позволил обеспечить связь между Боснией и боснийскими войсками союзников в Сараево и за пределами территории. Он стал символом борьбы города. Это позволило поступать гуманитарной помощи к Боснийцам, а также позволило им бежать из города.
Туннель был предназначен для снабжения вооруженных сил боснийцев поставками военного времени; в том числе поставками продовольствия, топлива, газет и оружия. Для поставок через туннель использовались корзинчатые вагонетки, грузоподъёмностью 400 кг груза за один раз. Первые предметы, которые были доставлены через туннель — боснийские СВУ. Питание, сигареты, алкоголь и бензин также доставлялись через туннель, что позволило Бутмиру, Колонии (Kolonija), и Храснице (Hrasnica, англ. Hrasnica, Gornji Vakuf-Uskoplje) стать центрами чёрного рынка с незаконной продажей этих товаров. Туннель также был использован для транспортировки нефти, и для радиосвязи.

Туннель также использовался как способ для боснийцев и сил ООН, чтобы выйти из Сараево. Транзит в каждую сторону, как в город, так и из города, был постоянным. Каждый день, от 3000 до 4000 боснийских солдат и военнослужащих ООН (а также мирных жителей) и 30 тонн различных грузов проходили через туннель. Группы «путешествующих» через туннель, колебались от 20 до 1000 человек. В среднем, часа 2 уходило на каждую группу, чтобы пройти через туннель. На протяжении всей войны через туннель были сделаны от двух до трёх миллионов поездок Боснийцев и солдат ООН, и некоторое количество боснийских мирных жителей использовали туннель, чтобы покинуть Сараево.  Алия Изетбегович, Президент Республики Боснии и Герцеговины, был наиболее важным человеком, который пользовался туннелем. Он был провезён через туннель на стуле под названием «президентское кресло» и, таким образом, никогда не ступил ногой по туннелю.

Вход в туннель был защищен Боснийской армией, и требовалось разрешение, чтобы войти или покинуть город по этому подземному маршруту. Появились сообщения о боснийских гражданских лицах, которые были вынуждены платить до 120 долларов США Боснийской армии за проезд для себя и своих семей через туннель.

## Музей Сараевского туннеля

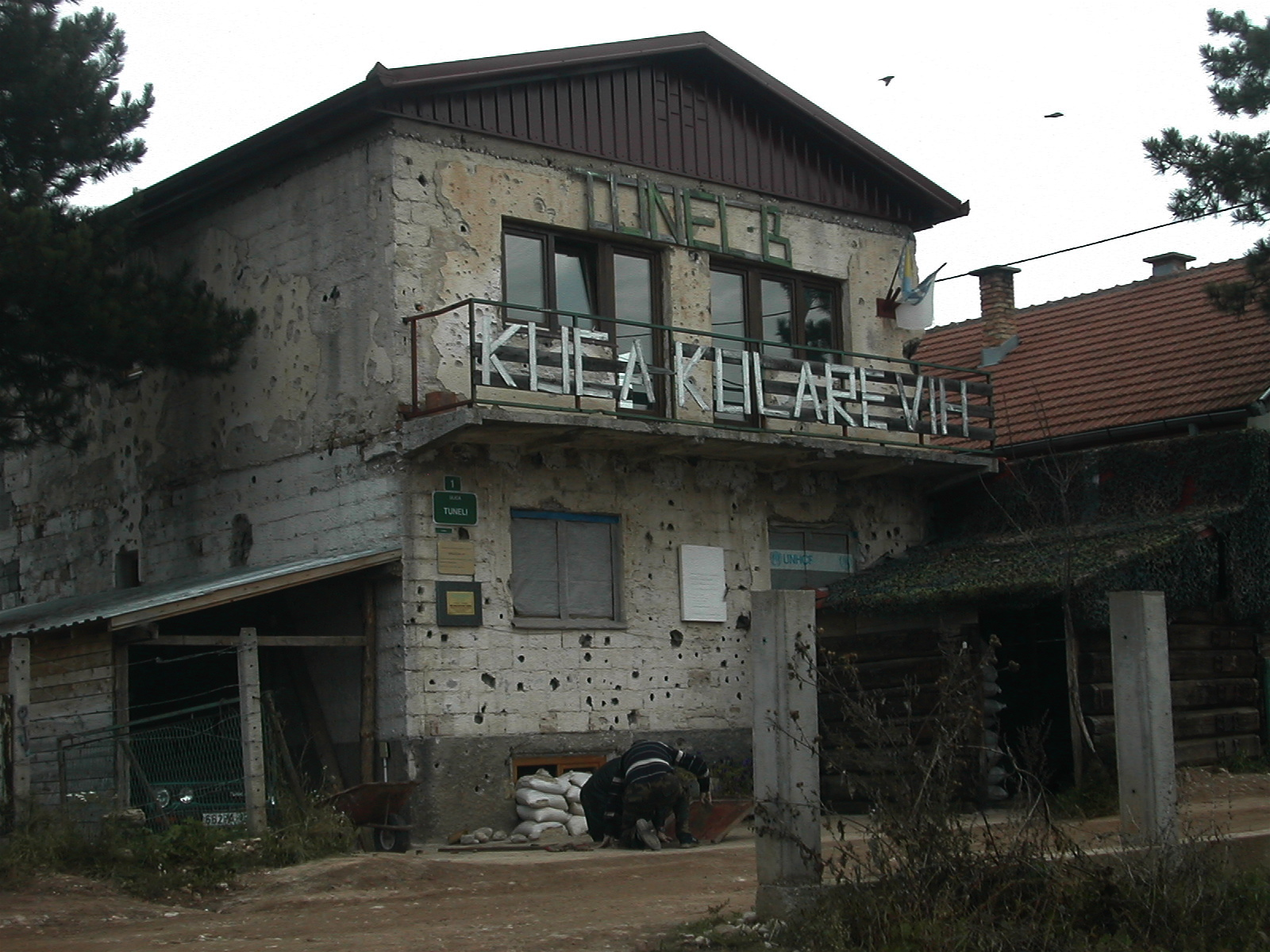
Дом, в котором был спрятан Северный вход в туннель, в настоящее время — музей.

После войны, в старинном частном доме, подвал которого служил входом в туннель Сараево, был создан Музей Сараевского туннеля. Посетители ещё могут пройти по небольшому куску туннеля (примерно 20 метров). В доме расположены музейные экспонаты, архивные материалы; в том числе — 18-минутный фильм, военные фотографии, военная техника, флаги, военные формы, и обломки различной боевой техники.
В 2004 году местные власти планировали поиск финансирования для «полной реконструкции туннеля» и «строительства музейных зданий у входа и точки выхода».

Что касается назначения музея, то Владимир Зубич (Zubić), депутат городского Совета Сараево, отметил, что музей — это:
«напоминание, что это не должно повториться снова. Это будет место, где молодые люди смогут  прикоснуться к части нашего недавнего прошлого, и это будет доказательством того, что эта часть нашей истории никогда не будет забыта».

## Галерея

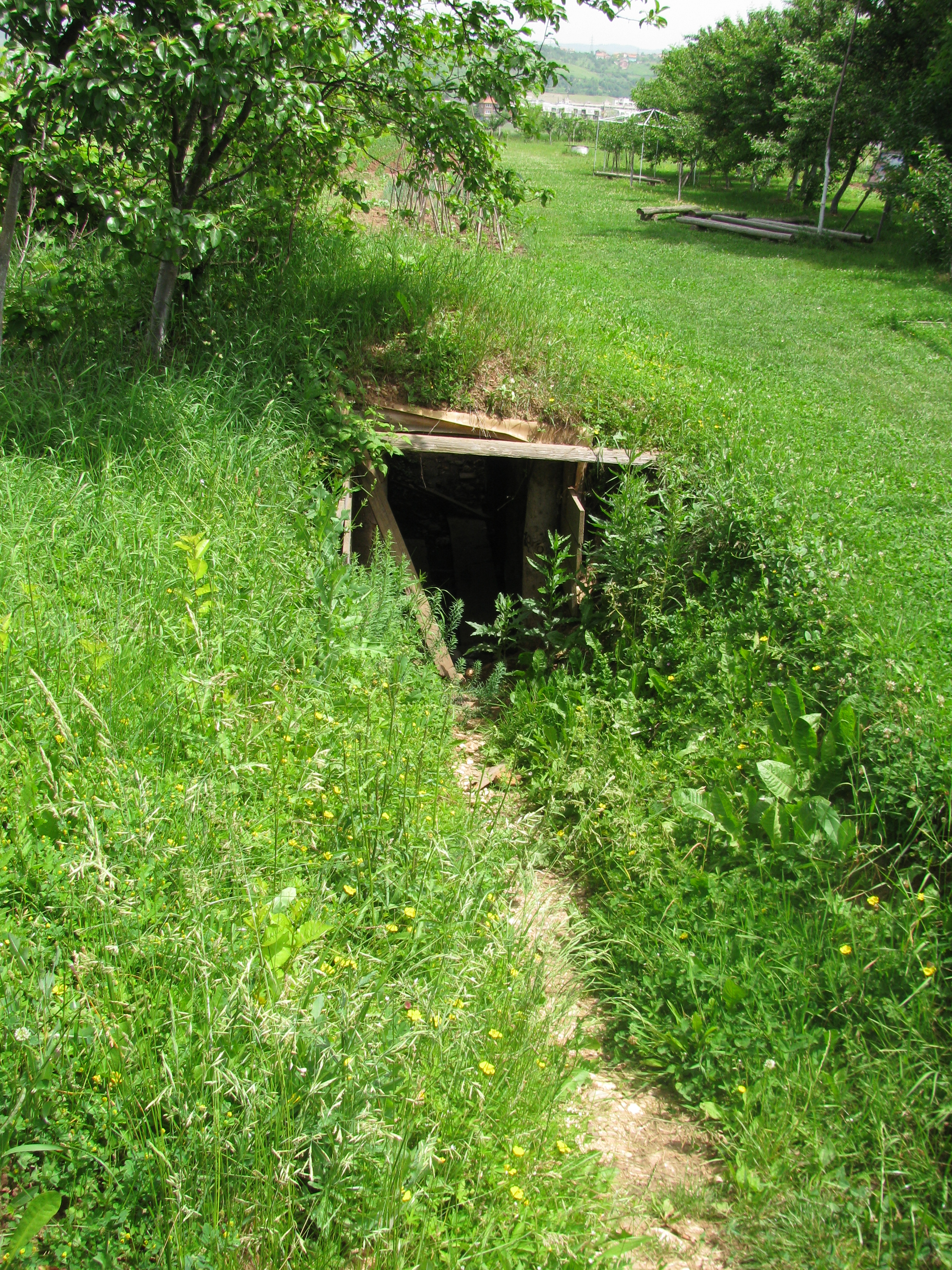
Сараевский туннель, южный портал
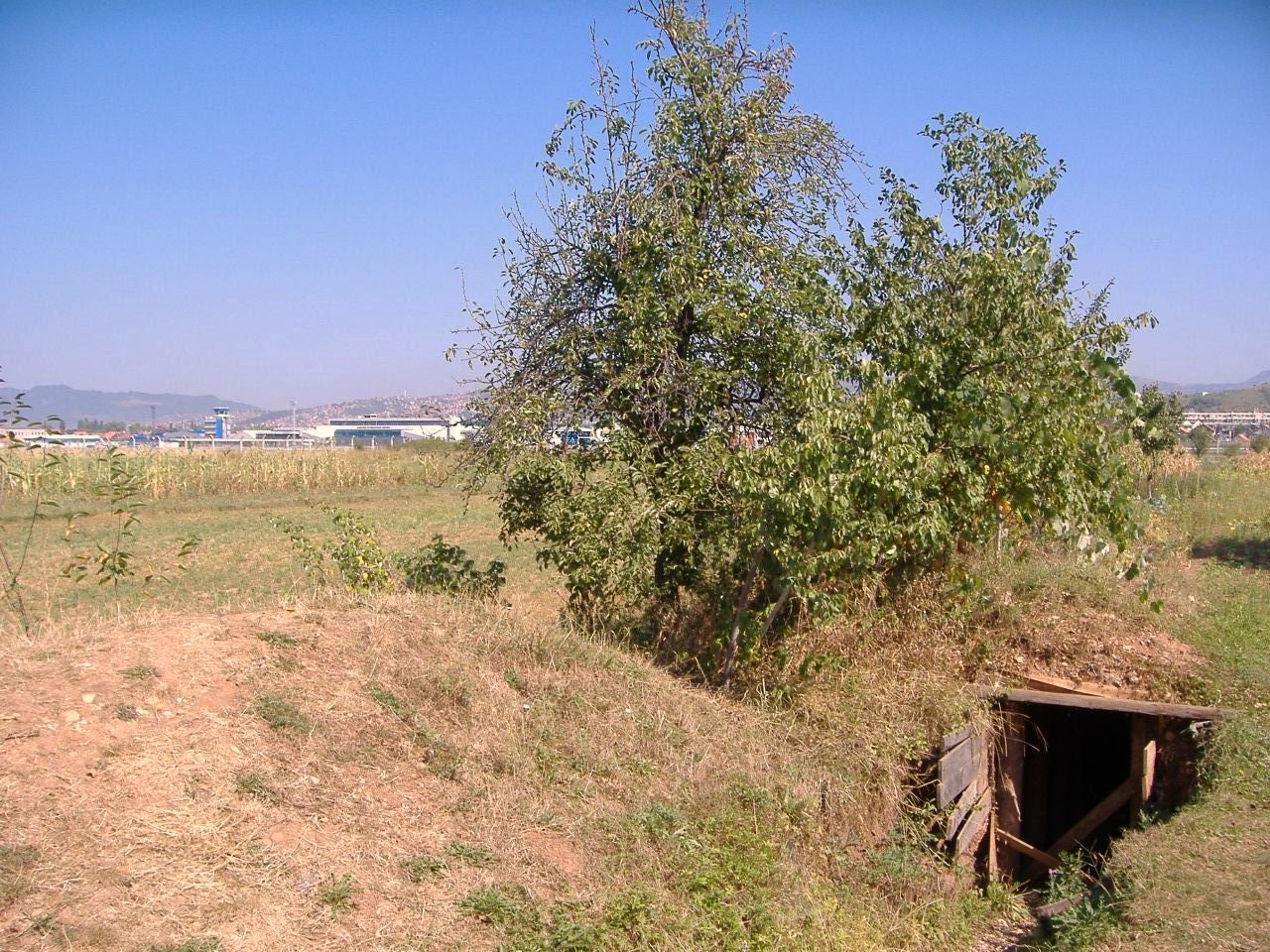
Сараевский туннель, южный портал
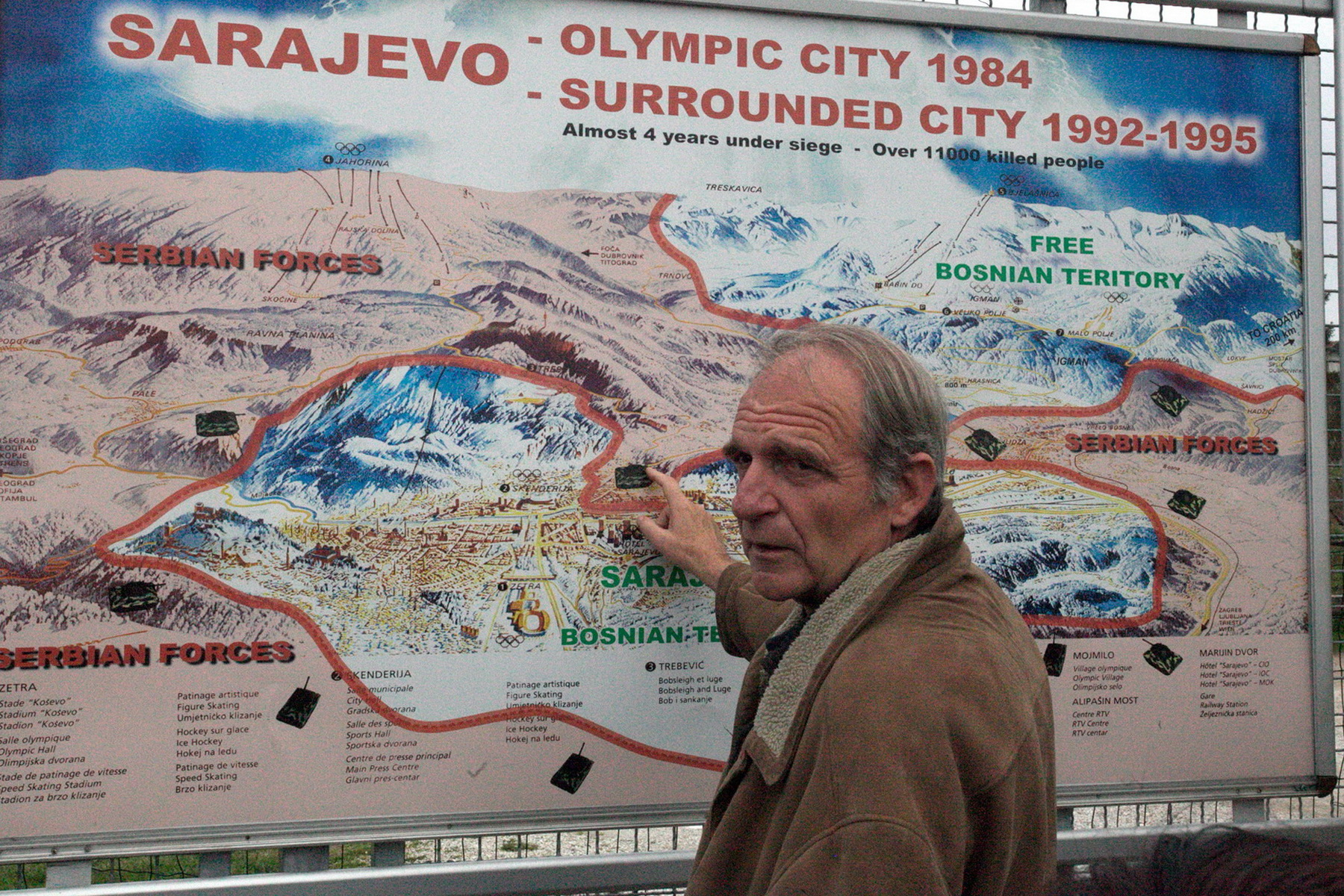
Окружение Сараево
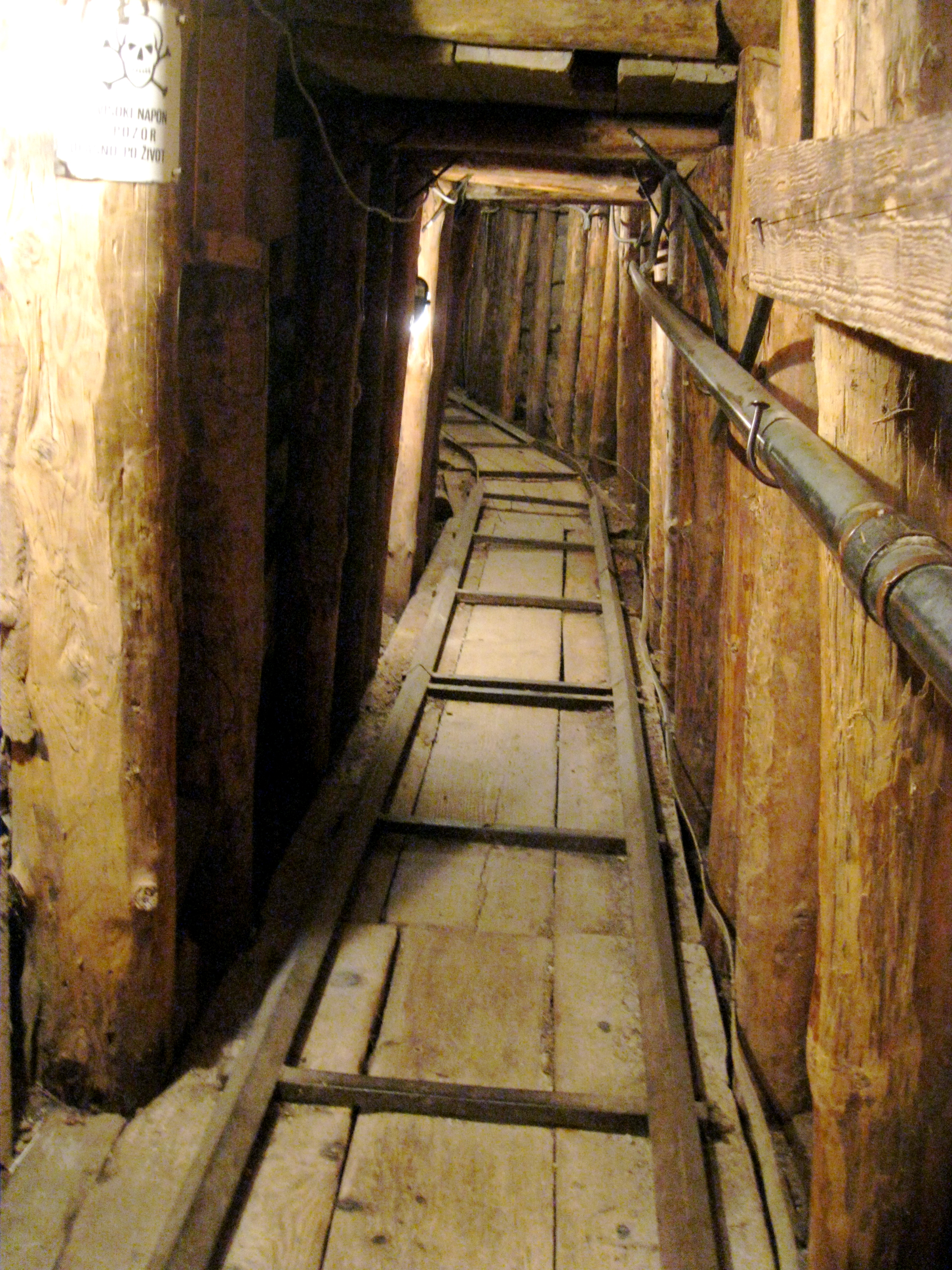
Сараевский туннель
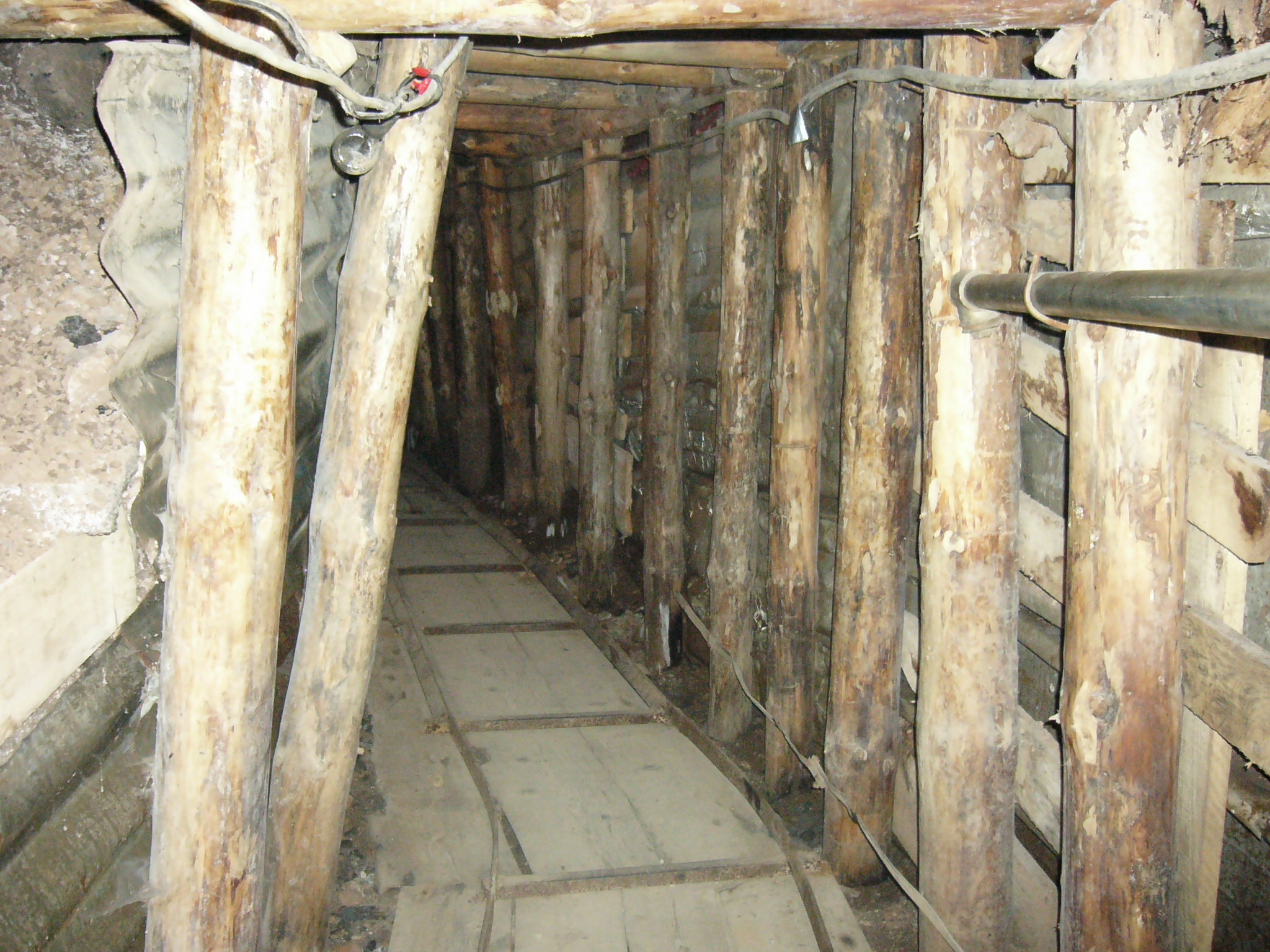
Сараевский туннель
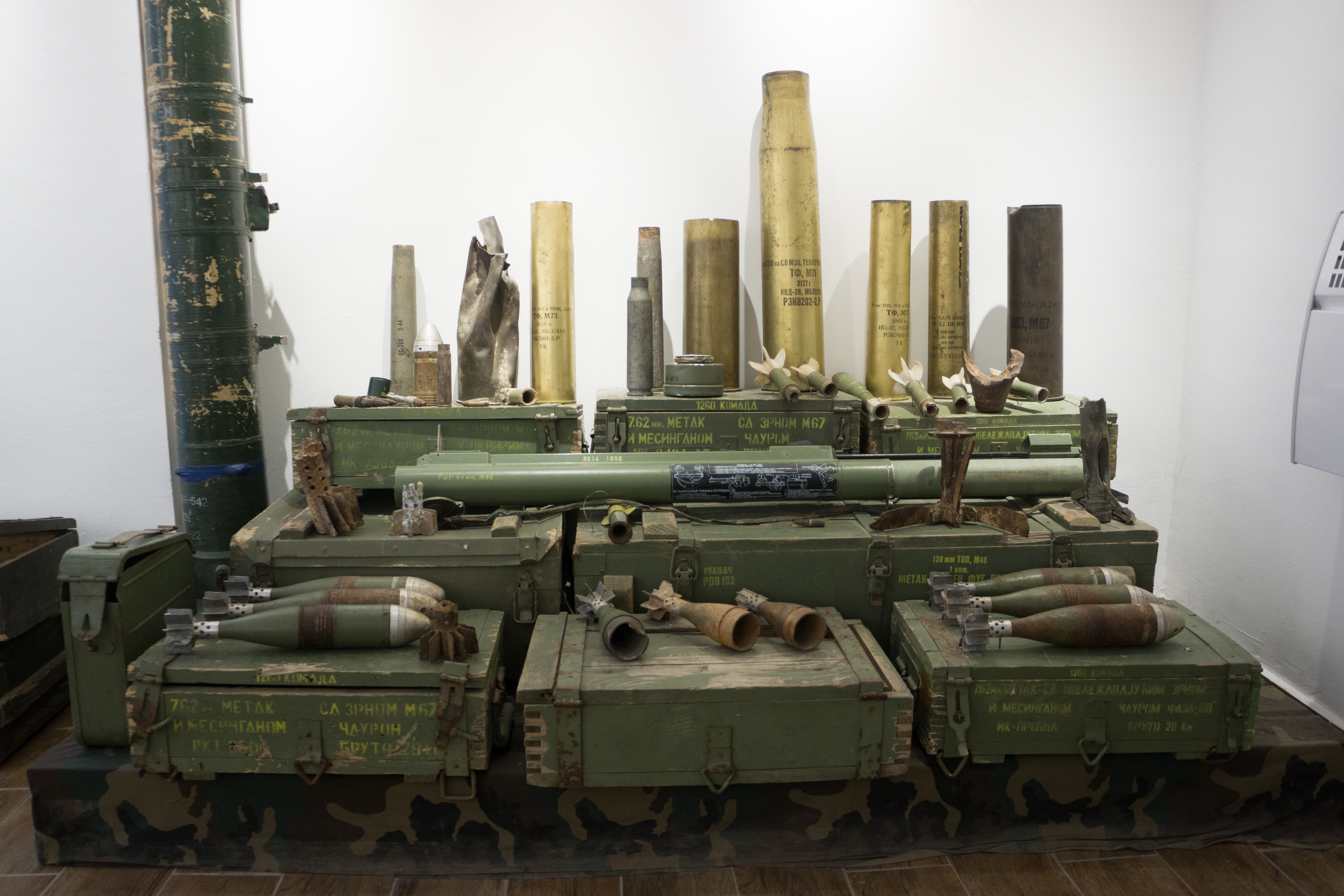
Оружие, применявшееся во время осады Сараево
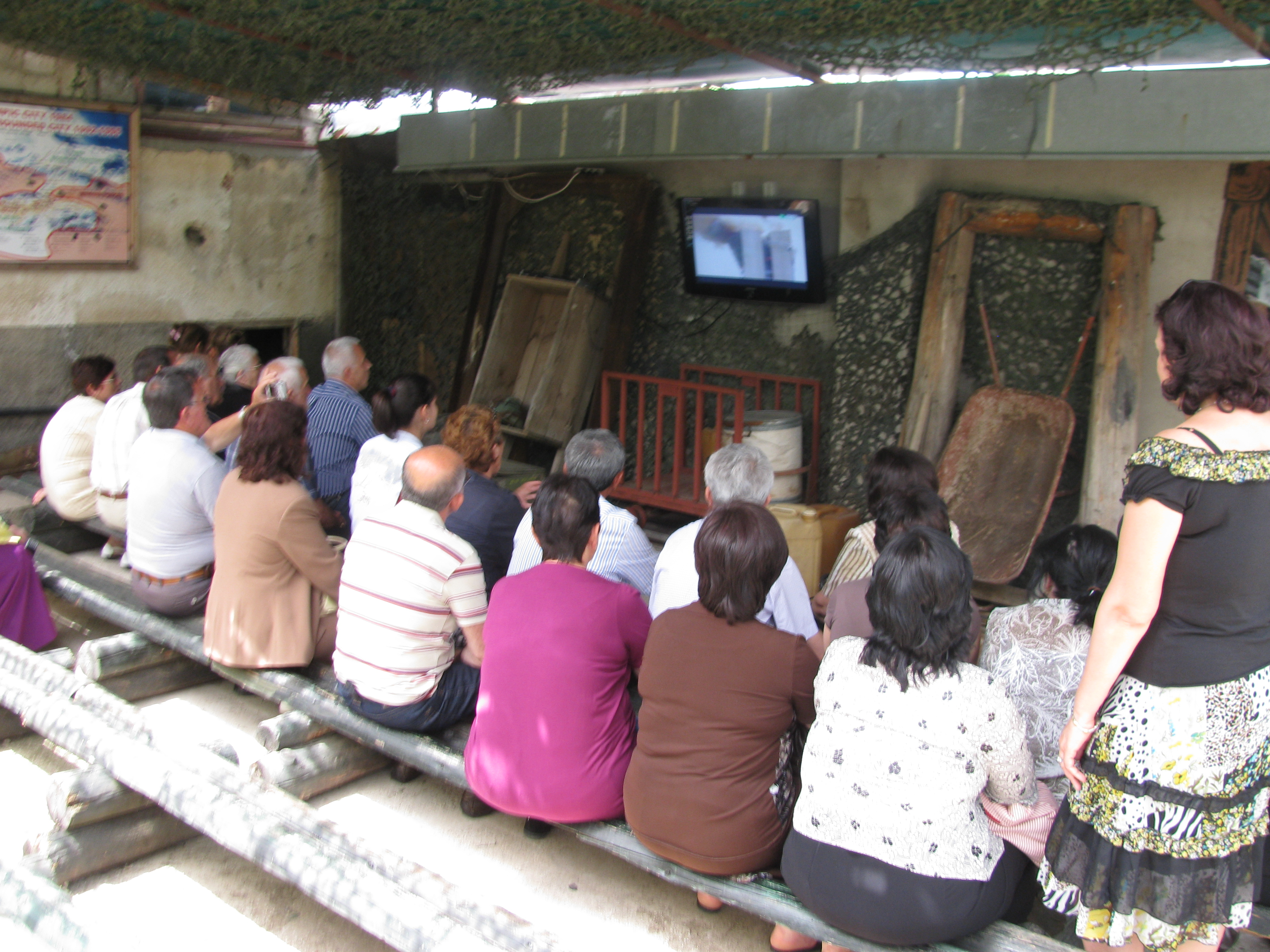
Музей Сараевского туннеля